# Nauru en los Juegos Olímpicos de París 2024
Nauru estuvo representado en los Juegos Olímpicos de París 2024 por un deportista masculino que compitió en atletismo.
El portador de la bandera en la ceremonia de apertura fue el atleta Winzar Kakiouea. El equipo olímpico nauruano no obtuvo ninguna medalla en estos Juegos.